# Rudnica
Rudnica je naselje v Občini Podčetrtek.